# Мюлуз (округ)
Мюлу́з (фр. Mulhouse) — округ (фр. Arrondissement) во Франции, один из округов в регионе Эльзас. Департамент округа — Рейн Верхний. Супрефектура — Мюлуз.
Население округа на 2012 год составляло 347 301 человек. Плотность населения составляет 491 чел./км². Площадь округа составляет всего 707 км².

## Кантоны
До 2015 года:
- Мюлуз-Эст
- Мюлуз-Нор
- Мюлуз-Сюд
- Мюлуз-Уэст
- Абсайм (центральное бюро — Абсем)
- Юненг (центральное бюро — Юненг)
- Ильзак (центральное бюро — Ильзак)
- Сирентс (центральное бюро — Сирентс)
- Виттенем (центральное бюро — Виттенем)

С 2015 года:
- Брёнстат (центральное бюро — Брёнстат)
- Риксайм (центральное бюро — Риксайм)
- Сен-Луи (центральное бюро — Сен-Луи)
- Виттенем (центральное бюро — Виттенем)
- Кингерсайм (центральное бюро — Кингерсайм)
- Мюлуз-1
- Мюлуз-2
- Мюлуз-3